# Smamita
La smamita és un mineral de la classe dels fosfats. El nom es basa en les sigles de la seva localitat tipus, el districte mineral de Sainte-Marie-aux-Mines, a França.

## Característiques
La smamita és un arsenat de fórmula química Ca₂Sb(OH)₄[H(AsO₄)₂]·6H₂O. Va ser aprovada com a espècie vàlida per l'Associació Mineralògica Internacional l'any 2019, sent publicada per primera vegada el 2020. Cristal·litza en el sistema triclínic. La seva duresa a l'escala de Mohs és 3,5.
Els exemplars que van servir per a determinar l'espècie, el que es coneix com a material tipus, es troben conservats a les col·leccions del Museu Cantonal de Geologia de la Universitat de Lausana, amb els números de catàleg MGL 093481, 093482 i 093481; i al Museu d'Història Natural del Comtat de Los Angeles, a Los Angeles (Califòrnia) amb el número de catàleg: 67169.

## Formació i jaciments
Va ser descoberta a la mina Giftgrube, dins la localitat de Sainte-Marie-aux-Mines, al departament de l'Alt Rin (Gran Est, França), on es troba en forma de cristalls lenticulars que arriben a formar agregats de fins a 0,5 mm. Aquesta mina és l'únic indret de tot el planeta on ha estat descrita aquesta espècie mineral.